# 卡拉普哈區
卡拉普哈區（西班牙語：Distrito de Calapuja），是秘魯的一個區，位於該國東南部普諾大區的蘭帕省，始建於1854年5月2日，面積141.3平方公里，海拔高度3,843米，2005年人口2,175，人口密度每平方公里15人。